# De grote verscheuring
De grote verscheuring is een sculptuur van de Italiaanse kunstenaar Pierluca (1926-1968). Het staat in de Nederlandse stad Groningen.

## Achtergrond
De Italiaanse beeldhouwer Pierluca woonde vanaf 1960 in Frankrijk. Hij verbeeldde de verscheuring in het land door de Algerijnse Oorlog in een serie sculpturen onder de naam La Grande Lacerazione. Een aluminium versie van het beeld De Grote Verscheuring, onderdeel van de serie, was in 1965 te zien op een tentoonstelling in de Keukenhof.
De studentenvereniging Vindicat atque Polit schonk ter gelegenheid van haar 150-jarig bestaan een bronzen exemplaar van het beeld aan de stad Groningen. Het werk werd geplaatst aan de Grote Markt, voor het verenigingsgebouw van Vindicat. In 1977 verhuisde het naar een ander deel van de Grote Markt, om in 1994 vanwege een herinrichting in de opslag terecht te komen. In 2004 werd het beeld, in overleg met Vindicat, herplaatst in de buurt van het Holland Casino aan het Gedempte Kattendiep.